# Penny Rose
『Penny Rose』（ペニー・ローズ）は2008年6月14日に発売された久松史奈の4枚目のミニ・アルバム。

## 内容
「自由に歌う」をテーマにして制作したミニ・アルバム。

## 批評
CDジャーナルは「ストレートなバンドサウンドも体の隅々まで届いて爽快」「自分の中に芽生えた思いをストレートに表現した」と評した。

## 収録曲
全作詞・作曲：久松史奈
1. Let It Go!
2. Take it easy
3. 永遠のPhotograph
4. Rockin' drive
5. 楽園

## 参加ミュージシャン
- 久松史奈 - ボーカル、ギター、キーボード、プログラミング
  - Hideki Mizue - ドラム
  - 水江慎一郎 - ベース
  - 斉藤律 - ギター
  - D.I.E - ピアノ